# Catherine Daza
Catherine Daza Manchola (Santiago de Cali, Valle del Cauca, Colombia, 28 de mayo de 1983) es una modelo, exreina de belleza, presentadora y diseñadora de modas colombiana, es célebre por concursar en el Concurso Nacional de Belleza de Colombia 2003 por el departamento del Valle del Cauca y por clasificar al Miss Universo 2004, hasta llegar a la sexta plaza del certamen. Actualmente tiene su propia empresa de ropa deportiva a la cual llamó "Sport Manchola".

## Biografía
Catherine nació el 28 de mayo de 1983 en Santiago de Cali, Valle del Cauca, Colombia. Es la primera hija del matrimonio entre Harold Daza y María Esperanza Manchola, sus hermanos menores son Harold Jr. Daza Manchola y Nathaly Daniela Daza Manchola. Estudió Mercadeo y negocios en la Universidad Autónoma de Occidente, pero no se dedicó del todo a su carrera por la agenda que acarriaba el concurso de Señorita Colombia.

## Señorita Colombia 2003
En la velada de elección y coronación del 17 de noviembre de 2003, celebrada en el Centro de Convenciones Cartagena de Indias, fue elegida la Señorita Colombia 2003-2004 por el Concurso Nacional de Belleza de Colombia, resultando como ganadora Catherine Daza Manchola, quien recibió la corona de su antecesora, Diana Lucía Mantilla, en la noche obtuvo la segunda mejor puntuación en traje de noche (9.30), en traje de baño obtuvo la puntuación más alta (9.60). En las preliminares recibió algunos premios especiales como Mejor traje de fantasía y Miss Elegancia.

## Miss Universo 2004
En la noche del 1º de junio de 2004 en la ciudad de Quito, Ecuador, se escogió a la sucesora de Amelia Vega, resultando ganadora Jennifer Hawkins de Australia, Colombia quedó en la sexta plaza al final de la noche.

## Vida personal
Catherine estuvo casada con el empresario caleño Diego Gil, del cual tiene un hijo llamado Emilio Gil Manchola que nació el 23 de diciembre de 2010. Desde ese entonces ha alternado su carrera con las labores de madre y esposa. En el 2010 lanzó en Cali Manchola by Catherine Daza su tienda de ropa deportiva confeccionada por ella misma, como muestra presentó sus creaciones en el Concurso Nacional de Belleza de Colombia 2009.